# Integracyjne Stowarzyszenie Rehabilitacyjno-Sportowe „Culani”
Integracyjne Stowarzyszenie Rehabilitacyjno-Sportowe „Culani” (ISRS Culani) – założone w roku 1995 w Warszawie stowarzyszenie, mające na celu pomoc osobom niepełnosprawnym oraz ich szeroko rozumianą integrację społeczna. 
Siedzibą stowarzyszenia jest Natoliński Ośrodek Kultury, ulokowany przy ulicy Na Uboczu 3. Prezes: Krzysztof Balcerzak (jednocześnie trener sekcji szermierki), wiceprezesi: Agnieszka Kachel i Jacek Wodzyński. ISRS Culani jest organizacją pozarządową, utrzymującą się ze składek członkowskich oraz wsparcia sponsorów, mającą status organizacji pożytku publicznego. ISRS Culani jest organizacją uprawnioną do otrzymywania 1% podatku dla OPP. Część organizacji działająca dla dzieci i młodzieży pełnosprawnej wspierana jest przez Radę Rodziców.
Głównym nurtem działalności Culani jest pomoc osobom niepełnosprawnym, a także szeroko rozumiana integracja społeczna osób niepełnosprawnych. Oferta skierowana jest również do dzieci i młodzieży pełnosprawnej. Odbywa się to głównie poprzez sport. Członkowie ISRS Culani działają w następujących sekcjach: szermierki na wózkach, pływackiej, wędkarskiej, tenisa stołowego na wózkach, boccia, curlingu na wózkach oraz modelarskiej. Stowarzyszenie prowadzi również sekcje dla osób pełnosprawnych: szermierka dla dzieci i tenis stołowy. Wspólnie organizowane są obozy szkoleniowe sportowców sprawnych i niepełnosprawnych.  
ISRS Culani organizuje liczne imprezy dla osób niepełnosprawnych oraz integracyjne: Eliminacje Spławikowych Mistrzostw Polski Osób Niepełnosprawnych, Wędkarski Piknik Integracyjny, Mikołajkowe Zawody Szermiercze dla Dzieci, Szkolny Piknik Integracyjny i inne. Było także organizatorem Mistrzostw Polski Juniorów w Szermierce na Wózkach (w roku 2006, 2007, 2008 i 2009), współorganizatorem Integracyjnych Ogólnopolskich Zawodów Pływackich „Nadzieje Paraolimpijskie Londyn 2012” (maj 2010) oraz Zimowych Mistrzostw Polski w Pływaniu Osób Niepełnosprawnych 2011. 
Zawodnicy trenujący w sekcjach sportowych stowarzyszenia odnoszą sukcesy na arenie krajowej i międzynarodowej, np. Kacper Rodziewicz zdobył tytuł mistrza Polski seniorów w pływaniu i mistrza świata juniorów, a szermierze Marta Fidrych, Michał Nalewajek i Dominik Rymer medale mistrzostw Polski w szermierce na wózkach w lipcu 2008 roku. Zawodnicy sekcji curlingu na wózkach w 2011 roku zdobyli srebrny medal na Międzynarodowych Mistrzostwach Czech.